# 13217 Alpbach
13217 Alpbach este un asteroid din centura principală de asteroizi.

## Descriere
13217 Alpbach este un asteroid din centura principală de asteroizi. A fost descoperit pe 30 iunie 1997 la Caussols, în cadrul proiectului ODAS. Asteroidul prezintă o orbită caracterizată de o semiaxă mare de 2,38 ua, o excentricitate de 0,17 și o înclinație de 3,6° în raport cu ecliptica.